# Грушківська сільська рада (Кам'янський район)
Гру́шківська сільська́ ра́да — адміністративно-територіальна одиниця та орган місцевого самоврядування в Кам'янському районі Черкаської області. Адміністративний центр — село Грушківка.

## Загальні відомості
- Населення ради: 1 222 особи (станом на 2001 рік)

## Населені пункти
Сільській раді були підпорядковані населені пункти:
- с. Грушківка

## Склад ради
Рада складалася з 12 депутатів та голови.
- Голова ради: Темний Іван Дмитрович

### Керівний склад попередніх скликань
| Прізвище, ім'я, по батькові  | Основні відомості                                                         | Дата обрання | Дата звільнення |
| ---------------------------- | ------------------------------------------------------------------------- | ------------ | --------------- |
| Панченко Олексій Миколайович | Сільський голова, 1960 року народження, безпартійний                      | 26.03.2006   | 31.10.2010      |
| Темний Іван Дмитрович        | Сільський голова, 1961 року народження, освіта вища, член Партії регіонів | 31.10.2010   |                 |

Примітка: таблиця складена за даними сайту Верховної Ради України

### Депутати
За результатами місцевих виборів 2010 року депутатами ради стали:

#### За суб'єктами висування
| Суб'єкт висування                | Кількість обраних депутатів | %    |
| -------------------------------- | --------------------------- | ---- |
| Самовисування                    | 10                          | 83,3 |
| Політична партія «Нова політика» | 1                           | 8,3  |
| Соціалістична партія України     | 1                           | 8,3  |

#### За округами
| № округу                         | Прізвище, ім'я, по батькові        | Дата визнання обраним | Освіта             | Партійна приналежність                        | Відомості про обраного депутата                          |
| -------------------------------- | ---------------------------------- | --------------------- | ------------------ | --------------------------------------------- | -------------------------------------------------------- |
| Політична партія «Нова політика» |                                    |                       |                    |                                               |                                                          |
| 1                                | Товстопят Василь Анатолійович      | 03.11.2010            | середня            | член Політичної партії «Нова політика»        | Грушківська школа, оператор газової котельні             |
| Соціалістична партія України     |                                    |                       |                    |                                               |                                                          |
| 11                               | Гудій Ольга Олександрівна          | 03.11.2010            | середня спеціальна | член Соціалістичної партії України            | Дитячий навчальний заклад «Рукавичка», завідувачка       |
| Самовисування                    |                                    |                       |                    |                                               |                                                          |
| 2                                | Цвіркун Валентина Павлівна         | 03.11.2010            | вища               | член Народної партії                          | Грушківська сільська рада, секретар                      |
| 3                                | Філічева Тетяна Юріївна            | 03.11.2010            | середня            | позапартійна                                  | Грушківська сільська рада, діловод                       |
| 4                                | Оленич Тамара Павлівна             | 03.11.2010            | вища               | позапартійна                                  | Грушківська сільська рада, землевпорядник                |
| 5                                | Іщенко Любов Олександрівна         | 03.11.2010            | вища               | член Партії регіонів                          | тимчасово не працює                                      |
| 6                                | Юрченко Валентина Дмитрівна        | 03.11.2010            | вища               | член Народної партії                          | Грушківська школа, вчитель української мови              |
| 7                                | Коваль Раїса Володимирівна         | 03.11.2010            | вища               | член Комуністичної партії України             | тимчасово не працює                                      |
| 8                                | Висоцька Ірина Миколаївна          | 03.11.2010            | вища               | позапартійна                                  | Сільська рада, голова постійної комісії з питань бюджету |
| 9                                | Лугова Тетяна Миколаївна           | 03.11.2010            | середня спеціальна | член Партії регіонів                          | Грушківський фельдшерсько-акушерський пункт, фельдшер    |
| 10                               | Роздобудько Світлана Володимирівна | 03.11.2010            | середня спеціальна | позапартійна                                  | Грушківський фельдшерсько-акушерський пункт, фельдшер    |
| 12                               | Вовк Валентина Миколаївна          | 03.11.2010            | вища               | член Всеукраїнського об'єднання «Батьківщина» | Грушківська школа, вчитель української мови              |